# Elena Prosteva
Elena Olegovna Prosteva (in russo Елена Олеговна Простева?; Novokuzneck, 22 novembre 1990) è un'ex sciatrice alpina russa.

## Biografia
Attiva in gare FIS dal dicembre del 2005, la Prosteva ha esordito in Coppa Europa il 10 dicembre 2007 ad Alleghe/Zoldo Alto in slalom gigante (54ª) e in Coppa del Mondo il 20 febbraio 2009 a Tarvisio in combinata (49ª). Il 18 dicembre 2009 ha ottenuto a Val-d'Isère in supercombinata il suo miglior risultato in Coppa del Mondo, nonché unico piazzamento a punti (26ª), e il 21 gennaio 2010 ha colto il primo podio in Coppa Europa, a Sankt Moritz in supergigante (3ª). Ai XXI Giochi olimpici invernali di Vancouver 2010, sua unica presenza olimpica, si è classificata 26ª nella discesa libera, 24ª nel supergigante, 28ª nello slalom speciale e non ha completato lo slalom gigante e la supercombinata.
Ha colto il suo secondo e ultimo podio in Coppa Europa l'11 dicembre 2015 a Lillehammer Kvitfjell in slalom gigante (2ª). Si è ritirata durante quella stessa stagione 2015-2016; la sua ultima gara in Coppa del Mondo è stata lo slalom gigante di Lienz del 28 dicembre, che non ha completato, e la sua ultima gara è stata lo slalom speciale di Coppa Europa disputato a Zinal il 7 gennaio, chiuso dalla Prosteva al 12º posto. In carriera non ha preso parte a rassegne iridate.

## Palmarès

### Coppa del Mondo
- Miglior piazzamento in classifica generale: 127ª nel 2010

### Coppa Europa
- Miglior piazzamento in classifica generale: 47ª nel 2009 e nel 2010
- 2 podi:
  - 1 secondo posto
  - 1 terzo posto

### Nor-Am Cup
- Miglior piazzamento in classifica generale: 11ª nel 2012
- Vincitrice della classifica di combinata nel 2012
- 3 podi:
  - 1 vittoria
  - 1 secondo posto
  - 1 terzo posto

#### Nor-Am Cup - vittorie
| Data            | Località | Paese  | Specialità |
| --------------- | -------- | ------ | ---------- |
| 8 dicembre 2011 | Nakiska  | Canada | SC         |

Legenda:

SC = supercombinata

### Campionati russi
- 10 medaglie:
  - 4 ori (discesa libera, supergigante, supercombinata nel 2010; supercombinata nel 2012)
  - 2 argenti (slalom speciale nel 2010; slalom speciale nel 2013)
  - 4 bronzi (slalom gigante nel 2008; slalom speciale nel 2009; slalom gigante nel 2012; slalom gigante nel 2014)